# Dugi Rat
Dugi Rat est un village et une municipalité située en Dalmatie, dans le comitat de Split-Dalmatie, en Croatie. Au recensement de 2001, la municipalité comptait 7 305 habitants, dont 98,21 % de Croates et le village seul comptait 3 507 habitants.

## Localités
La municipalité de Dugi Rat compte 3 localités :
- Duće
- Dugi Rat
- Jesenice